# الأكاديمية الملكية للغة والأدب الهولنديين
الأكاديمية الملكية للغة والأدب الهولنديين (بالإنجليزية: Royal Academy of Dutch language and literature)‏ هي أكاديمية علوم، تأسست في 13 فبراير 1980، في بلجيكا.